# NGC 255
NGC 255 (ook wel PGC 2802, MCG -2-3-17 of IRAS00452-1144) is een balkspiraalstelsel in het sterrenbeeld Walvis. NGC 255 staat op ongeveer 56 miljoen lichtjaar van de Aarde.
NGC 255 werd op 27 november 1785 ontdekt door de Duits-Britse astronoom William Herschel.